# Cryptocarya nothofagetorum
Cryptocarya nothofagetorum är en lagerväxtart som beskrevs av André Joseph Guillaume Henri Kostermans. Cryptocarya nothofagetorum ingår i släktet Cryptocarya och familjen lagerväxter. Inga underarter finns listade i Catalogue of Life.